# Temple des Inscriptions
Le temple des Inscriptions est un temple de l'ancienne ville maya de Palenque, aujourd'hui dans le parc national de Palenque, dans l'État du Chiapas, dans le sud du Mexique.
Il s'agit de la plus grande structure pyramidale à gradins mésoaméricains du site de Palenque.
La structure a été spécifiquement construite en tant que monument funéraire de K'inich Janaab' Pakal Ier, souverain de Palenque au VIIe siècle.
Le sarcophage de Pakal Le Grand est couvert d'une dalle de calcaire mesurant 3,5 m par 2 m. Son interprétation présente 2 hypothèses. La première étant que le personnage principal serait Pakal Le Grand tombant dans l'inframonde et la deuxième que serait évoquée l'histoire du peuple maya avec le système solaire représenté.
En 1952, une crypte fut découverte sous le temple, dans laquelle se trouvaient les restes d'un prêtre-roi du VIIe siècle, couverts d'ornements en jade.